# پسر تمام آمریکایی (فیلم)
پسر تمام آمریکایی (انگلیسی: The All-American Boy) یک فیلم است که در سال ۱۹۷۳ منتشر شد.